# Halton Hills

Halton Hills é uma cidade da província canadense de Ontário, e parte da Municipalidade Regional de Halton e da região metropolitana de Toronto Sua população é de aproximadamente 47 600 habitantes.